# Voice (Superflyの曲)
「Voice」（ヴォイス）は、Superflyのデジタル・ダウンロード・シングル。ユニバーサルシグマからリリースされた。

## 概要
新曲としては2020年5月にサブスクリプション限定で配信された「Together」以来、シングルとしては2019年にデジタル・ダウンロードでリリースされた「フレア」以来約3年振り。
また、ワーナーミュージックジャパンからのレーベル移籍後としては最初のシングルとなる。
本楽曲は、2021年8月にYouTubeのSuperfly公式チャンネル上でプレミア公開された「Superfly Online Live “うぶ声”」において、当時は作りかけの楽曲として初披露された作品の完成版となる。
初披露時はアコースティックアレンジのスローナンバーとして演奏されたのに対し、シングルとしてリリースされた今回の完成版は、総勢16人のシンガーによる厚みのあるコーラスが荘厳に響き、プログラミングされたダンスビートとストリングスの音が合わさりながら高揚感を伴って進んでいく、壮大なスケールのアレンジとなっている。また、英語詞が追加されるなど、歌詞の一部が変更されている。
リリース日はデビュー記念日であり、同日をもってSuperflyは15周年を迎え、それを記念した特設サイトも開設された。同サイトには、本楽曲についてのオフィシャルインタビューが掲載されており、「不安な世の中だからこそ、自分の気持ちを声に出していくこと」の大切さと、越智志帆自身がそうありたいと願う強い決意と希望が込められているとされている。

## チャート成績
大型タイアップがなかったながら、歌詞に込められたメッセージ性が大きな反響を呼び、リリース日の2022年4月4日付のオリコンデイリーデジタルシングル(単曲)ランキング及びiTunesのシングル総合チャートで1位を獲得するなど、リリースから3日のうちに配信チャート19冠を記録、最終的には累計20冠を達成したことが報じられている。
2022年4月18日付のオリコン週間デジタルシングル(単曲)ランキングでは、9,396DLを記録し3位にランクインした。

## ミュージック・ビデオ
ミュージック・ビデオは、楽曲のリリース日と同日の20時に、YouTubeのSuperfly公式チャンネル上でプレミア公開された。監督は大久保拓朗が務め、同ビデオ内では越智志帆のほか、総勢15人のダンサーが出演している。映像では“沈黙から感情の爆発”が描かれており、冒頭では無人の空間で“沈黙”を、無数のマイクに囲まれた越智の歌唱シーンでは“様々な声を響かせる”ことを、ダンサーたちによる激しい踊りは“声をあげていく様子”を表現しているという。
なお、本ミュージック・ビデオが公開されるまでには、同チャンネル上で2本のティザー映像が公開されていた。

## ライブパフォーマンス
本楽曲のリリースから3日後の2022年4月7日に、NHK放送の音楽番組『SONGS』第597回に出演。同番組で「Voice」をテレビ初披露し、このほかデビュー曲の「ハロー・ハロー」や代表曲のひとつである「Beautiful」も歌唱した。収録当時、越智は妊娠中であったためもあってか、終始椅子に座った状態での歌唱パフォーマンスとなった。

## 収録曲
iTunes（通常盤）、レコチョク等
1. Voice
  - 作詞：越智志帆・jam、作曲：越智志帆

iTunesプレオーダー期間限定版のみ
1. Voice
2. Voice（from Superfly Online Live “うぶ声”）[ライブ音源]